# کاترین کرایولد
کاترین کرایولد (انگلیسی: Cathrine Kraayeveld؛ زادهٔ ۳۰ سپتامبر ۱۹۸۱) بازیکن بسکتبال اهل ایالات متحده آمریکا است.
از باشگاه‌هایی که در آن بازی کرده‌است می‌توان به آتلانتا دریم اشاره کرد.